# Лукаш Бодашевський

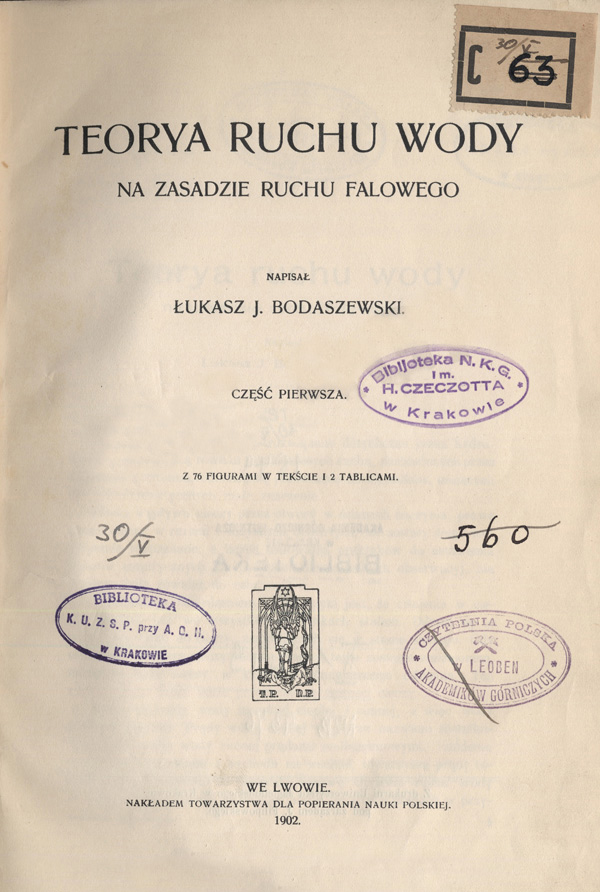
Обкладинка праці, присвяченої теорії руху води

Лукаш Юліан Бодашевський (пол. Łukasz Julian Bodaszewski, 18 жовтня 1849, Львів — 14 лютого 1908) — фізик і архітектор.

## Біографія
Народився 18 жовтня 1849 року у Львові. Закінчив реальну школу. У 1867—1872 навчався у львівській Технічній академії. Був авторизованим інженером у Львові. Від 1882 року член Політехнічного товариства у Львові. 1901 року входив до правління товариства. У 1877—1882 роках працював асистентом професора фізики Політехнічної школи у Львові. При цьому 1882 року деякий час виконував професорські обов'язки. 1884 року виїздив за кордон, де поглиблював знання з гідродинаміки. Після повернення, до 1902 року очолював кафедру водного будівництва. За іншими даними, Бодашевський лише 1902 року став професором кафедри водного будівництва. Того ж року розробив оригінальну теорію хвилеподібного руху води і оформив її у вигляді 128-сторінкової друкованої праці.
Бодашевський вперше виявив і описав явище броунівського руху молекул газу. 1881 року прочитав доповідь «O ruchu czasteczek ciał w stanie lotnym» на засіданні Товариства природничих вчених імені Коперника. Того ж року опублікував її в часописі товариства, а наступного року там же вийшла стаття, в якій довів, що спостереженнями виявлено саме явище броунівського руху. Для своїх дослідів вперше застосував метод ультрамікроскопічних досліджень (задовго до появи самого терміну). Для цих потреб модифікував звичайний оптичний мікроскоп і 1881 року опублікував його будову в часописі Dinglers Polytechnisches Journal Паралельно Бодашевський займався архітектурою. Проектував житлові та культові споруди, займався реставрацією, вів нагляд за реалізацією проектів. 1894 року став членом створеної намісництвом екзаменаційної комісії у справах надання повноважень каменярських майстрів.
Помер 14 лютого 1908 року. Похований на Личаківському цвинтарі у Львові, поле № 17. Портрет Бодашевського 1884 року написав Анджей Грабовський.

## Архітектура
- Житловий будинок на вулиці Коперника, 26 у Львові (1884—1885)[11].
- Житловий будинок на проспекті Шевченка, 20 (інша адреса — вул. Дудаєва, 2) у Львові (1884)[12][13]
- Кілька неоренесансних вілл на вулиці Свєнціцького у Львові (1883—1889)[14]. 1889 року керував перебудовою господарських будинків і встановленням каналізації в монастирі бенедиктинок. У 1899—1901 роках керував докорінною перебудовою школи при цьому ж монастирі[15] .
- 1892 року рада конвенту домініканців доручила Бодашевському виконати обміри домініканського костелу у Львові для подальшої реставрації (невідомо чи обміри врешті проводились)[16].
- Реконструкція будинку бібліотеки Оссолінських на вулиці Стефаника, 2 у Львові. Здійснена спільно з Людвіком Рамултом. Було, зокрема, виконано нові обрамування вікон і декорацію ітер'єрів книгосховища. 1891—1892 роки[17].
- Проєкт реставрації львівського костелу бернардинів, його вежі і дзвіниці. 1889—1892 роки[18].
- Парафіяльний костел у Кутах (1896—1898). Однонавний, з вежею, з нижчим і вужчим пресбітерієм. Витриманий у готично-романських формах.[19]
- Поширеною є помилкова версія про співавторство Бодашевського у проєкті костелу змартвихвстанців (спростована істориком Анджеєм Бетлеєм). Насправді, був автором реалізованого проекту надбудови господарських приміщень монастиря від 1889 року та проєкту каналізації від 1892[20].